# Labora Fontbernat M-1938
El Labora Fontbernat M-1938 va ser un subfusell d'origen català. Creat el 1936 per la Comissió d'Indústries de Guerra realment tenia dues versions: el Labora, produït a Barcelona, i el Fontbernat, fabricat a la unió de tallers d'Olot. Amb un mecanitzat d'alta qualitat, l'M-1938 va ser emprat durant la Guerra Civil espanyola i posteriorment també l'usarien els maquis i els franquistes.

## Característiques
L'M-1938 era una arma d'alta qualitat dissenyada des de zero per la Comissió d'Indústries de Guerra. Els mecanismes eren senzills però de laboriosa fabricació. Això es devia, en gran part, a la inclusió d'unes aletes de refrigeració circulars al voltant del canó.
Estava fet d'acer maquinat i utilitzava una munició del 9 x 23 mm llarg. El carregador era de tipus petaca i anava col·locat verticalment sota el tub, amb un brocal amb peces de fusta que servia per subjectar-lo. El tancament de l'M-1938 era més lleuger que el d'altres subfusells i per això feia servir una molla més potent.
Se'n van fabricar diverses sèries amb petites diferències entre elles: els del 1938 tenien una alça regulable i un selector de tir i fiador al costat esquerre. Inicialment el fiador era un simple passador que bloquejava el tir. També hi ha versions sense selector, que només poden disparar a ràfega. En total se'n van fabricar entre 1.000 i 2.000 unitats.
Va ser utilitzat originàriament per l'exèrcit de la Segona República Espanyola, i també per les tropes franquistes que van confiscar-les en acabar el conflicte.